# Julien Allemand
Julien Allemand (Aviñón, 23 de marzo de 1977) es un piloto de motociclismo francés que compitió en el Campeonato del Mundo de Motociclismo entre 1998 y 2001.

## Biografía
Su primera presencia en el panorama internacional fue en el Campeonato Europeo de Motociclismo en 1997 en la cilindrada de 250cc con una Honda, obteniendo la 16.ª posición de la clasificación general. El año siguiente, siempre en la misma competición y con la misma moto mejora su posición acabando como subcampeón.
Gracias a estos resultados se le ofrece la posibilidad de debutar en el Mundial gracias a una wild card para correr en el Gran Premio de Francia donde termina en la decimoquinta posición. En esa misma temporada, acumula una segunda participación con el equipo Chesterfield Elf Tech 3 y obtiene la posición 35.º al final del año.
En 1999, pasa con una TSR-Honda y, con cuatro resultados, acaba en el puesto 21.º. En la temporada 2000 es llamado a sustituir a Mike Baldinger a partir del GP de España y disputa dps Grandes Premios con una Yamaha, terminando en la posición 24.ª. En 2001 corre tres Grandes Premios con la Yamaha, sin puntuar en ninguna de ellas.

## Resultados en el Campeonato del Mundo
Sistema de puntuación de 1993 hasta 2022:
| Posición | 1.º | 2.º | 3.º | 4.º | 5.º | 6.º | 7.º | 8.º | 9.º | 10.º | 11.º | 12.º | 13.º | 14.º | 15.º |
| Puntos   | 25  | 20  | 16  | 13  | 11  | 10  | 9   | 8   | 7   | 6    | 5    | 4    | 3    | 2    | 1    |

### Carreras por año
| Año  | Cat.  | Moto      | 1       | 2       | 3       | 4       | 5       | 6       | 7      | 8      | 9      | 10      | 11      | 12      | 13      | 14      | 15      | 16      | Pts. | Pos. |
| ---- | ----- | --------- | ------- | ------- | ------- | ------- | ------- | ------- | ------ | ------ | ------ | ------- | ------- | ------- | ------- | ------- | ------- | ------- | ---- | ---- |
| 1998 | 250cc | Honda     | JPN -   | MAL -   | SPA -   | ITA -   | FRA 15  | MAD -   | NED -  | GBR 17 | GER -  | CZE -   | IMO -   | CAT -   | AUS -   | ARG -   |         |         | 1    | 35.º |
| 1999 | 250cc | TSR Honda | MAL 18  | JPN Ret | SPA Ret | FRA Ret | ITA 14  | CAT Ret | NED 18 | GBR 15 | GER 11 | CZE Ret | IMO Ret | VAL Ret | AUS Ret | RSA Ret | BRA 13  | ARG Ret | 11   | 20.º |
| 2000 | 250cc | Yamaha    | RSA -   | MAL -   | JPN -   | SPA 24  | FRA Ret | ITA 12  | CAT 22 | NED 11 | GBR 15 | GER 17  | CZE 21  | POR 16  | VAL 20  | BRA 15  | PAC Ret | AUS 14  | 13   | 24.º |
| 2001 | 250cc | Aprilia   | JPN Ret | RSA 18  | SPA 19  | FRA -   | ITA -   | CAT -   | NED -  | GBR -  | GER -  | CZE -   | POR -   | VAL -   | PAC -   | AUS -   | MAL -   | BRA -   | 0    | -    |

| Color     | Resultado                                                               |
| --------- | ----------------------------------------------------------------------- |
| Oro       | Ganador                                                                 |
| Plata     | 2.ª plaza                                                               |
| Bronce    | 3.ª plaza                                                               |
| Verde     | Finalizó en los puntos                                                  |
| Azul      | Finalizó sin puntos                                                     |
| Azul      | NC - No clasificado                                                     |
| Violeta   | Ret - No terminó (Carrera)                                              |
| Rojo      | DNQ - No se clasificó                                                   |
| Negro     | DSQ - Descalificado                                                     |
| Blanco    | DNS - No empezó (carrera)                                               |
| Blanco    | WD - Retirado (fin de semana)                                           |
| Blanco    | C - Carrera cancelada                                                   |
| Sin color | DNP - Inscrito pero no participó                                        |
| Sin color | INJ - Lesionado                                                         |
| Sin color | EX - Excluido                                                           |
| Estado    | Resultado                                                               |
| Negrita   | Pole position                                                           |
| Cursiva   | Vuelta rápida                                                           |
| †         | Abandona, pero clasifica al completar el porcentaje requerido para ello |